# Marian Langiewicz
Marian Langiewicz (5. srpna 1827, Krotoszyn – 10. května 1887, Istanbul) byl polský generál a diktátor (vůdce) polského Lednového povstání.
Důstojník pruského dělostřelectva Langiewicz první bojové zkušenosti získal za Druhé italské války za nezávislost (1859-1860), kdy bojoval pod Guiseppem Garibaldim.
V živelně vypuknuvším polském Lednovém povstání (1863-1864) se Langiewicz angažoval od jeho počátku. Sjednával pro povstalce dodávku zbraní z Německa a Belgie. Vzpoura však navzdory mezinárodní podpoře byla potlačena.
Langiewicz byl Rakušany zadržen při pokusu o emigraci. Přechodně byl od 3. do 28. dubna 1863 zadržován v Tišnově (kde je i jeho busta), než byl převezen do Josefova.
V Josefově byl vězněn mezi lety 1863-1865 v přízemí posádkového velitelství naproti domu č. p. 21. Odtud byl přeložen do 1. poschodí dělostřeleckých kasáren, neboť si i přes zákaz dopisoval se svými krajany. Pod dozorem se Langiewicz směl pohybovat jen ve městě a nejbližším okolí, přičemž jedinou povolenou vycházku měl pouze do lipové aleje pod někdejší Jaroměřskou branou. Tato alej dodnes nese jeho jméno.
Po svém propuštění Langiewicz krátce přebýval v Anglii a Švýcarsku. Následně se roku 1867 nechal Kruppovou zbrojovkou najmout jako odborný poradce osmanského vojska. Zemřel bez prostředků a téměř zapomenut v Istanbulu.